# Ronde van Frankrijk 2013/Vijftiende etappe

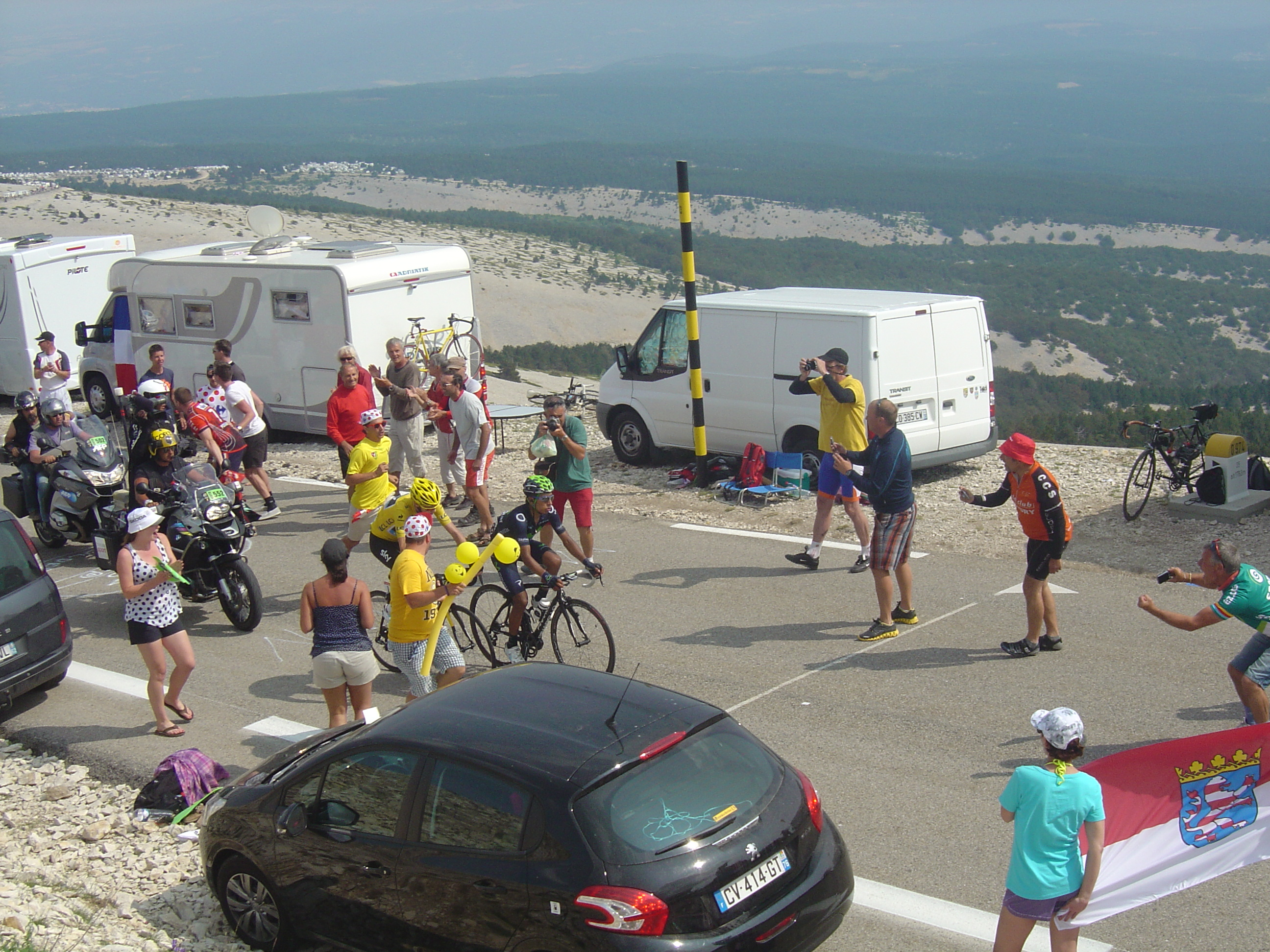
Froome en Quintana in gevecht op de Mont Ventoux

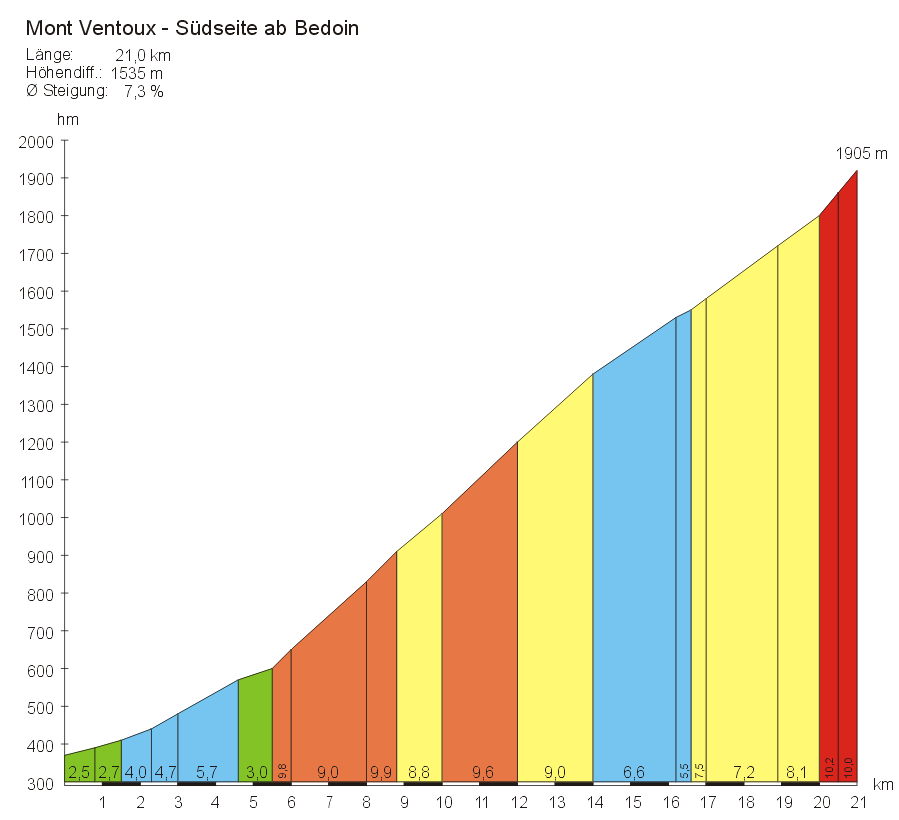
Profiel van de beklimming

De vijftiende etappe van de Ronde van Frankrijk 2013 werd verreden op zondag 14 juli 2013 over een afstand van 242.5 kilometer van Givors naar de Mont Ventoux.

## Parcours
Het is een bergrit met drie beklimmingen van de vierde categorie, een van de derde en één buiten categorie. Op 208 km is er een tussensprint in Malaucène.

## Verloop
Lieuwe Westra en Philippe Gilbert vormden de eerste ontsnapping, maar werden al snel weer ingelopen. Thomas De Gendt viel vervolgens aan, aanvankelijk met Andreas Klöden en Kévin Reza, daarna alleen. Hij was als eerste bij de top van de Côte d'Eyzin-Pinet, maar werd daarna ook weer teruggehaald. Na nog diverse aanvallen, onder meer van Pierre Rolland, ontstond er uiteindelijk een kopgroep van 10 renners: Sagan, Irizar, Fédrigo, Roy, Riblon, Losada, Chavanel, Impey, Poels en El Fares. Rolland, Le Mével, Burghardt en Astarloza deden pogingen om naar de koplopers toe te rijden. Rolland en Burghardt kwamen tot 15 seconden van de kopgroep, maar wisten het laatste stuk niet te overbruggen, en moesten zich uiteindelijk net als Le Mevel en Astarloza laten terugzakken naar het peloton. Ook het gat tussen kopgroep en peloton, op het maximum 8 minuten, werd snel kleiner.
Al in een klimmetje voor het begin van de eigenlijke klim van de Mont Ventoux vielen grote hoeveelheden renners af van het peloton, aangevoerd door de rijders van Sky Procycling. De voorsprong van de kopgroep was inmiddels al gezakt naar minder dan 2 minuten. Chavanel ontsnapte uit de kopgroep, en begon dus als eerste aan de klim. Bij het begin van de klim viel de rest van de kopgroep uit elkaar. Riblon en Irizar waren de eersten achter Chavanel. Met nog 15 kilometer te gaan begon Rui Costa tempo te maken aan kop van het peloton, dat nog circa 40 man telde, maar moest het daarna zelf opgeven. Jan Bakelants ontsnapte uit het peloton en kwam bij Irizar, terwijl Riblon terugzakte naar het peloton. Irizar zakte ook door het peloton, en Mikel Nieve viel aan en kwam bij Bakelants. Nairo Quintana viel als eerste van de klassementsrenners aan, terwijl Nieve Chavanel en daarna ook Bakelants achterliet. Peter Kennaugh leidde de favorietengroep van nog circa 25 man in dienst van Froome in achtervolging op Quintana. Met nog 10 kilometer te gaan haalde Quintana Nieve bij.
9 kilometer voor het einde moest Kennaugh zich weg laten zakken, en nam Richie Porte de leiding over en versnelde, waardoor nog meer rijders moesten lossen. Uiteindelijk bleven alleen Froome, Contador en Kreuziger nog over, met Mollema, Ten Dam, Péraud, Rodríguez en De Clercq erachter. Kreuziger moest ook lossen, en zakte terug naar de tweede groep. Froome ging in de aanval. Contador kon niet volgens en reed verder naar boven met Nieve, die Quintana had moeten laten gaan. Froome haalde Quintana bij, en met een nieuwe versnelling liet hij ook deze achter, maar Quintana wist weer terug te komen. De groep achter Contador, die met toevoeging van rijders als Fuglsang en Valverde tot 10 man aangroeide, had inmiddels meer dan een minuut achterstand, Contador en Nieve een halve minuut. Fuglsang en Ten Dam leidden de groep, waarbij er opnieuw rijders afvielen. Froome wist met een nieuwe aanval alsnog Quintana af te schudden. In de laatste kilometers viel Rodríguez aan, haalde Contador en Nieve bij, en deed Contador ook nog lossen.

### Tussensprint
| Tussensprint Malaucène na 208 km |                      |        |
| Plaats                           | Naam                 | Punten |
| Winnaar                          | Peter Sagan          | 20     |
| 2                                | Sylvain Chavanel     | 17     |
| 3                                | Daryl Impey          | 15     |
| 4                                | Wout Poels           | 13     |
| 5                                | Jérémy Roy           | 11     |
| 6                                | Alberto Losada       | 10     |
| 7                                | Markel Irizar        | 9      |
| 8                                | Pierrick Fédrigo     | 8      |
| 9                                | Christophe Riblon    | 7      |
| 10                               | André Greipel        | 6      |
| 11                               | Mark Cavendish       | 5      |
| 12                               | José Joaquín Rojas   | 4      |
| 13                               | Imanol Erviti        | 3      |
| 14                               | Jonathan Castroviejo | 2      |
| 15                               | Andrey Amador        | 1      |

### Bergsprint
| Beklimming Côte d'Eyzin-Pinet na 20.5 km | Beklimming Côte d'Eyzin-Pinet na 20.5 km | Beklimming Côte d'Eyzin-Pinet na 20.5 km | 4e cat. 3.1 km à 4.9 % | 4e cat. 3.1 km à 4.9 % |
| Plaats                                   | Naam                                     | Naam                                     | Punten                 |                        |
| Winnaar                                  | Thomas De Gendt                          | Thomas De Gendt                          | 1                      |                        |

| Beklimming Côte de Primarette na 26.5 km | Beklimming Côte de Primarette na 26.5 km | Beklimming Côte de Primarette na 26.5 km | 4e cat. 2.6 km à 4.1 % | 4e cat. 2.6 km à 4.1 % |
| Plaats                                   | Naam                                     | Naam                                     | Punten                 |                        |
| Winnaar                                  | Pierre Rolland                           | Pierre Rolland                           | 1                      |                        |

| Beklimming Côte de Lens-Lestang na 44.5 km | Beklimming Côte de Lens-Lestang na 44.5 km | Beklimming Côte de Lens-Lestang na 44.5 km | 4e cat. 2.1 km à 3.8 % | 4e cat. 2.1 km à 3.8 % |
| Plaats                                     | Naam                                       | Naam                                       | Punten                 |                        |
| Winnaar                                    | Julien El Fares                            | Julien El Fares                            | 1                      |                        |

| Beklimming Côte de Bourdeaux na 143 km | Beklimming Côte de Bourdeaux na 143 km | Beklimming Côte de Bourdeaux na 143 km | 3e cat. 4.2 km à 5.7 % | 3e cat. 4.2 km à 5.7 % |
| Plaats                                 | Naam                                   | Naam                                   | Punten                 |                        |
| Winnaar                                | Jérémy Roy                             | Jérémy Roy                             | 2                      |                        |
| 2                                      | Christophe Riblon                      | Christophe Riblon                      | 1                      |                        |

| Beklimming Mont Ventoux na 242.5 km | Beklimming Mont Ventoux na 242.5 km | Beklimming Mont Ventoux na 242.5 km | HC cat. 20.8 km à 7.5 % | HC cat. 20.8 km à 7.5 % |
| Plaats                              | Naam                                | Naam                                | Punten                  |                         |
| Winnaar                             | Chris Froome                        | Chris Froome                        | 50                      |                         |
| 2                                   | Nairo Quintana                      | Nairo Quintana                      | 40                      |                         |
| 3                                   | Mikel Nieve                         | Mikel Nieve                         | 32                      |                         |
| 4                                   | Joaquim Rodríguez                   | Joaquim Rodríguez                   | 28                      |                         |
| 5                                   | Roman Kreuziger                     | Roman Kreuziger                     | 24                      |                         |
| 6                                   | Alberto Contador                    | Alberto Contador                    | 20                      |                         |
| 7                                   | Jakob Fuglsang                      | Jakob Fuglsang                      | 16                      |                         |
| 8                                   | Bauke Mollema                       | Bauke Mollema                       | 12                      |                         |
| 9                                   | Laurens ten Dam                     | Laurens ten Dam                     | 8                       |                         |
| 10                                  | Jean-Christophe Péraud              | Jean-Christophe Péraud              | 4                       |                         |

## Uitslagen
| Rituitslag Givors - Le Mont Ventoux (242.5 km) |                        |                    |          |
| Plaats                                         | Naam                   | Ploeg              | Tijd     |
| Winnaar                                        | Chris Froome           | Sky ProCycling     | 5u48'45" |
| 2                                              | Nairo Quintana         | Team Movistar      | + 29"    |
| 3                                              | Mikel Nieve            | Euskaltel-Euskadi  | + 1'23"  |
| 4                                              | Joaquim Rodríguez      | Katjoesja          | z.t.     |
| 5                                              | Roman Kreuziger        | Team Saxo-Tinkoff  | + 1'40"  |
| 6                                              | Alberto Contador       | Team Saxo-Tinkoff  | z.t.     |
| 7                                              | Jakob Fuglsang         | Astana Pro Team    | + 1'43"  |
| 8                                              | Bauke Mollema          | Belkin Pro Cycling | + 1'46"  |
| 9                                              | Laurens ten Dam        | Belkin Pro Cycling | + 1'53"  |
| 10                                             | Jean-Christophe Péraud | AG2R-La Mondiale   | + 2'08"  |
|                                                |                        |                    |          |
| 11                                             | Bart De Clercq         | Lotto-Belisol      | + 2'12"  |

| Strijdlustigste renner |                  |                        |
|                        | Naam             | Ploeg                  |
|                        | Sylvain Chavanel | Omega Pharma-Quickstep |

## Klassementen
| Algemeen Klassement |                        |                        |           |
| Plaats              | Naam                   | Ploeg                  | Tijd      |
| Gele trui           | Chris Froome           | Sky ProCycling         | 61u11'43" |
| 2                   | Bauke Mollema          | Belkin Pro Cycling     | + 4'14"   |
| 3                   | Alberto Contador       | Team Saxo-Tinkoff      | + 4'25"   |
| 4                   | Roman Kreuziger        | Team Saxo-Tinkoff      | + 4'28"   |
| 5                   | Laurens ten Dam        | Belkin Pro Cycling     | + 4'54"   |
| 6                   | Nairo Quintana         | Team Movistar          | + 5'47"   |
| 7                   | Jakob Fuglsang         | Astana Pro Team        | + 6'22"   |
| 8                   | Joaquim Rodríguez      | Katjoesja              | + 7'11"   |
| 9                   | Jean-Christophe Péraud | AG2R-La Mondiale       | + 7'47"   |
| 10                  | Michał Kwiatkowski     | Omega Pharma-Quickstep | + 7'58"   |
|                     |                        |                        |           |
| 14                  | Maxime Monfort         | RadioShack-Leopard     | +13'47"   |

| Ploegenklassement |                        |            |
| Plaats            | Ploeg                  | Tijd       |
|                   | Team Saxo-Tinkoff      | 183u01'46" |
| 2                 | Belkin Pro Cycling     | + 3'36"    |
| 3                 | AG2R-La Mondiale       | + 8'03"    |
| 4                 | Team Movistar          | + 12'15"   |
| 5                 | RadioShack-Leopard     | + 16'19"   |
| 6                 | Team Katjoesja         | + 23'42"   |
| 7                 | BMC Racing Team        | + 39'25"   |
| 8                 | Garmin-Sharp           | + 45'02"   |
| 9                 | Omega Pharma-Quickstep | + 52'05"   |
| 10                | Sky ProCycling         | + 54'40"   |

## Nevenklassementen
| Puntenklassement |                  |                        |        |
| Plaats           | Naam             | Ploeg                  | Punten |
| Groene trui      | Peter Sagan      | Cannondale             | 377    |
| 2                | Mark Cavendish   | Omega Pharma-Quickstep | 278    |
| 3                | André Greipel    | Lotto-Belisol          | 223    |
|                  |                  |                        |        |
| 10               | Danny van Poppel | Vacansoleil-DCM        | 87     |
| 17               | Thomas De Gendt  | Vacansoleil-DCM        | 63     |

| Bergklassement |                 |                    |        |
| Plaats         | Naam            | Ploeg              | Punten |
| Bolletjestrui  | Chris Froome    | Sky ProCycling     | 83     |
| 2              | Nairo Quintana  | Team Movistar      | 66     |
| 3              | Mikel Nieve     | Euskaltel-Euskadi  | 53     |
|                |                 |                    |        |
| 9              | Bauke Mollema   | Belkin Pro Cycling | 20     |
| 14             | Thomas De Gendt | Vacansoleil-DCM    | 15     |

| Jongerenklassement |                    |                        |           |
| Plaats             | Naam               | Ploeg                  | Tijd      |
| Witte trui         | Nairo Quintana     | Team Movistar          | 61u17'30" |
| 2                  | Michał Kwiatkowski | Omega Pharma-Quickstep | + 2'11"   |
| 3                  | Andrew Talansky    | Team Garmin-Sharp      | + 6'45"   |
|                    |                    |                        |           |
| 9                  | Tom Dumoulin       | Argos-Shimano          | +1u06'24" |
| 19                 | Sep Vanmarcke      | Belkin Pro Cycling     | +2u17'33" |